# Neivamyrmex alfaroi
Neivamyrmex alfaroi é uma espécie de formiga do gênero Neivamyrmex.